# Трапезица (Пинд)
Вижте пояснителната страница за други значения на Трапезица.
Трапезица (на гръцки: Τραπεζίτσα) е планинско разклонение на границите между планините Тимфи и Смолика в северен Пинд, Гърция. Намира се източно от Коница.
Покрита е изцяло с растителност, и стръмна от всички страни.
Връхната точка Трапезица е висока 2024 m. Освен нея на юг има още един връх, Роидовуни (1985 m), от който се открива прекрасна панорама към съседните Тимфи и Смолика. Под отвесните му южни части е вкопан дълбокия каньон на река Аоос. Там се намира манастира Стомио.